# Nord Littoral
Nord Littoral est un quotidien local de la région de Calais au format tabloïd créé en 1944.

## Histoire
Le premier numéro de Nord Littoral est sorti le 23 décembre 1944, journal qui comme la plupart de ceux de l'époque est issu de la résistance ; il a été créé par le président du comité de libération Jean Baratte nommé par Jacques Vendroux, envoyé spécial du gouvernement provisoire de la France libre (et également beau-frère du général de Gaulle). Il restera directeur jusqu'à sa mort accidentelle le 14 septembre 1956 ; sa femme Marie née Charles prit la direction du journal début 1957. Décédée le 16 novembre 1966, c'est son fils aîné Jean-Jacques qui prend sa place jusqu'au rachat par La Voix du Nord.  
Il est diffusé à Calais et sur la Côte d'Opale. Il appartient depuis 1987 au groupe La Voix. Il est un des diffuseurs du supplément Version Femina.

## Diffusion
- Nord Littoral[2]

| Titre  | 2012  | 2013  | 2014  | 2015  | 2016  | 2017  | 2018  | 2019  |
| ------ | ----- | ----- | ----- | ----- | ----- | ----- | ----- | ----- |
| Totale | 9 520 | 9 106 | 8 876 | 8 686 | 8 126 | 7 679 | 7 531 | 7 337 |
| Payée  |       |       |       | 8 292 | 7 856 | 7 389 | 7 142 | 6 919 |

Nord Littoral a eu entre 2017-2018 une diffusion payée en baisse de -3,27 %. Le titre a bénéficié en 2017 d'une subvention de 375 246 euros, soit 0,12 euro par numéro.

## Les hebdomadaires du groupe
- La Semaine dans le Boulonnais
- L'Avenir de l'Artois
- L'Écho de la Lys
- L'Indicateur des Flandres
- Le Journal des Flandres
- Le Phare dunkerquois
- Les Échos du Touquet
- Le Journal de Montreuil
- Le Réveil de Berck

## Pour approfondir